# Sønderjysk Idrætsforening - Skyttegruppen
|  | Denne artikel eller sektion om sport er forældet eller ikke opdateret. Se artiklens diskussionsside eller historik. Pr 1. januar 2013 blev DDS fusioneret med DGI, og allerede 2007 holdt amtsforeningen op med at hedde "Sønderjydsk Idrætsforening – Skyttegruppen" |

Sønderjydsk Idrætsforening – Skyttegruppen (forkortet til SI-Skyttegruppen) er en amtsforening under De Danske Skytteforeninger og er dermed det organisatoriske og politiske bindeled mellem landsforeningen og 26 sønderjyske skytteforeninger.

## Skyttesagens tilblivelse
Vi må gå tilbage i historien til de slesvigske krige i 1800-tallet. Ideen bag de første sønderjyske skytteforeninger var at medvirke til landsdelens forsvar mod angreb fra syd. De første skytteforeninger var et led i den daværende folkelige og nationale vækkelse. 
Ideen om en skyttebevægelse så dagens lys, og efter opfordring fra en kreds af foregangsmænd stiftes Skyttebevægelsen i Sønderjylland i og omkring Sønderborg, nærmere bestående af Als, Sundeved, og Aabenraa den 19. december 1862. 
Skyttegruppen samlede således skytterne til våbenbrug og skydning på langdistance om og i terræn, dvs. en regulær uddannelse i våbenbrug som en forberedelse til en eventuel kommende krig. En gang årligt normalt i efteråret afholdtes konkurrence mellem de bestående skyttekredse. Således fungerede skyttegruppen frem til 1864.

## Nederlaget i 1864 og tiden der fulgte
Tidligt på året i 1864 kom den ventede krig, hvor Preussen og Østrig i alliance kæmpede med stor overmagt mod en underlegen dansk hær. Den danske hær måtte forlade Dannevirke stillingen for, at trække sig tilbage mod nord til flankestillingen på Dybbøl den 5. februar 1864.
Den 18. april 1864 kom det afgørende slag. Danskerne tabte og Sønderborg lå i ruiner. Skyttesagen måtte kort efter indstille sit arbejde i den oprindelige form. Flere skytter gik ind i skyttegilder, hvis opgave var at bevare danskheden i det nu tyske Sønderjylland. Enkelte omdannedes senere til preussiske skyttegilder for senere atter at blive danske.
I princippet var den våbenfrie skyttegruppe nu kun en saga blot, al aktivitet ophørte og blev først igen en realitet efter genforeningen i 1920.

## Skyttegruppen fra 1920 til besættelsen
Den Nordslesvigske Fælles Idrætsforening besluttede på et sendemandsmøde at ændre navnet til Sønderjydsk Idrætsforening.
Skyttegruppen, der nu havde blundet i 56 år, vågnede af dvalen, og initiativet til dannelse af skyttegruppen på ny, tog sin begyndelse. Det var især skytteforeningerne i og omkring Sønderborg samt det gamle Haderslev Vester Amt, der først kom på banen (Toftlund, Gram, Rødding, Hygum, Jels, Brændstrup, Foldingbro, Øster Lindet). Sønderborg stiftede den 6. april 1921 deres skytteforening, senere fulgte Haderslev, Hoptrup, Stepping, Christiansfeld, Aabenraa, Frøslev, Løgumkloster og Svenstrup. Skyttegruppens medlemmer udgjorde nu 696 skytter, og med dette antal indgik skyttegruppen i Sønderjydsk Idrætsforening den 29. maj 1921.
Arbejdet tog fart, og allerede i 1923 bestod skyttegruppen af 18 kredse med i alt 795 skytter. Det første kursus fandt sted i Sønderborg 29. maj 1921 og blev fulgt op af to instruktørkurser henholdsvis i Christiansfeld og Frøslev. Det første store skyttestævne fandt sted i Løgumkloster i september 1921. I 1927 var medlemstallet oppe på 800 skytter. 
Efter 1930 dalede skyttegruppens medlemstal i takt med en radikale Hvad kan det nytte politik, og under indtryk af et eventuelt forbud mod skyttekredse med våbenføre mænd. 
I 1934 efterlyses protokoller, som desværre ikke fandtes, men alene den årlige indberetning til landsorganisationen kunne fortælle om de sønderjydske skytters historie og aktiviteter.

## Beslutsomt sendemandsmøde før besættelsen
Ved sendemandsmødet den 10. marts 1940 i Aabenraa besluttedes følgende:
At sende forslag til overbestyrelsen i DDSG&I med følgende ordlyd:
I dyb beundring for Finlands enestående enighed, og i erkendelse af finnernes dygtighed som skytter, og i forståelse af hvad dette betyder for denne nation, og på grund af tidens alvor – også for os, fremsendes følgende til overbestyrelsen med anmodning om forhandling med regeringen og eventuelt militære myndigheder; 1) At de hernede bestående skydebaner, der tilhører de bestående skyttekredse benyttes af militæret mod passende godtgørelse. 2) At der i Vester amtet og på Als, hvor der ingen langdistancebaner findes, opføres en sådan til brug for militæret og skyttekredsene. 3) At det ved garnisonerne hjemsendte mandskab tilmelder sig skyttekredsene. 4) At alle skyttekredsenes medlemmer får patroner til 5 øre pr. stk., og at de unge får patronerne gratis.
Forslagene blev underskrevet af formændene for Aabenraa Amt, Haderslev Amt og Sønderborg Amt.
Endvidere besluttede sendemandsmødet:
1) At bevillige tilskud til et skydelederkursus på Søgård. 2) Ingen skydning i Vingsted i år. 3) Ingen tilslutning til skydninger i Herning, pga. tiden.

## Skyttegruppen under besættelsen
Ved krigens udbrud i efteråret 1939 var skyttegruppen igen i fremgang. Lovgivningsmagten var interesseret i skyttesagen, og tilskuddet til ungskytterne steg fra kr. 55.000 til kr. 225.000 til den sønderjyske landsdel.
Så kom den 9. april 1940 som nok må kendetegnes for at være en af de smerteligste dage i Danmarks historie. Den danske regering kapitulerede efter kort tids kamp.
Også skytterne fik besættelsen at føle. Allerede den 11. april 1940 besluttede statsministeriet at forbyde al skydning, ligesom alle geværer og patroner skulle afleveres. Skytterne havde kun at lystre, og hele sommeren gik, uden at der blev givet tilladelse til atter at skyde. Det var vigtigt, at de enkelte kredse holdt sammen på medlemsskaren, hvorfor der blev arrangeret møder, udflugter og lignende. Hen på efteråret fik man atter tilladelse til at skyde, men tilladelsen gjaldt kun på de indendørs 15 m baner.
Den 1. november 1940 kom der påbud om at aflevere al ammunition. De enkelte kredse skulle aflevere direkte til skyttegruppen eller til den stedlige politimester. Endvidere kom der påbud om, at medlemmerne, der ønskede at udtræde af en skyttekreds skulle aflevere sin legitimation, skyttegruppen skulle endvidere indsende fortegnelse over alle registrerede våben. Det blev også påbudt at enhver skydning skulle anmeldes til den stedlige politimester.
I februar 1941 blev skydningen på udendørsbaner igen tilladt. Der var den hage ved det, at låsene efter endt skydning skulle afleveres på politistationen, ligesom kredsene nøje skulle kontrollere beholdningen af ammunition, idet der skulle holdes nøjagtige regnskaber herfor. Den 29. august 1943 skulle al ammunition afleveres.
Da garnisonerne i Sønderjylland 12. november 1942 skulle til Fyn, måtte flere af kredsene, der benyttede garnisonernes skydebaner, ophøre med aktiviteterne. Man måtte således låne ved nabo-skyttekredsen, såfremt den havde en skydebane, som dog kun var på 50 m.
Det blev holdt liv i skyttekredsen ved hjælp af at skyde med luftgeværer, som ikke var forbudt. Mange modstandsfolk trænede i skydning ved skyttekredsene, hvis medlemstal øgedes. Således udgjorde skyttegruppen omkring 3.000 medlemmer i 1943.
I vinteren 1944/45 blev Gestapo så nærgående, at kredsene brændte deres medlemslister, vel vidende, at de interesserede skytter nok skulle melde sig, når der igen var mulighed for at gennemføre normale skydninger.
Under hele besættelsen kunne skyttegruppen konstatere at de sønderjyske skytter stort set alle tonede rent flag.
Som et efterspil måtte der uvægerligt komme et erstatningskrav fra de enkelte skyttekredse for afleverede våben og ammunition, som efter krigen på intet tidspunkt var at spore.

## Skytterne i efterkrigstiden
Den 5. maj 1945 kom befrielsen, og med den trådte frihedskæmperne frem i rampelyset, heriblandt mange sønderjyske skytter.
Man skulle nu igen til at etablere skyttegruppen og de enkelte skyttekredse på ny; idet skydeaktiviteterne havde været indstillet i krigens sidste år.
Alle våben var jo blevet beslaglagt, hvorfor man på ny måtte finde egnede våben til skydeaktiviteterne, der dengang hovedsagelig skulle bestå af feltskydninger og langdistanceskydninger på 200m og på 300 m.
Skyttekredsene kom til at arve mange af modstandsbevægelsens geværer. Planlagte skydninger kunne atter gennemføres.
Den 19. januar 1946 kom tilsagn fra Justitsministeriet om, at våben, som man havde modtaget fra modstandsbevægelsen kunne beholdes.
I forbindelse med skydningerne blev der atter indføjet kursusvirksomhed for skytterne; og det første kursus fandt sted i Søgårdlejren den 15. og 16. april 1947. Herudover deltog flere sønderjyske skytter i skydelederkursus på landsplan, som fandt sted i København, Haderslev og på hjemmebanerne.
Også stævnevirksomheden kom nu godt i gang igen, både i skyttegruppens regi i den sønderjyske landsdel, ligesom der blev sendt deltagere til landsskydning i Vingsted.
Yderligere skydninger blev i 1948 oprettet på skydeterrænet i Halk og skydeterrænet i Oksbøl.
I 1947 afholdtes de sønderjyske mesterskaber den 14. september i Aabenraa.
I 1948 på sendemandsmøde på Folkehjem i Aabenraa kom følgende udtalelser:
Under hensyn til de herskende utrygge forhold ser vi som vor opgave at opretholde en klar dansk-national ånd i nøje overensstemmelse med vor formålsparagraf, og i henhold hertil udtaler vi forhåbning om, at hver enkelt skyttekreds vil drage omsorg for, at der inden for dens rækker kun findes folk, som man kan fæste lid til i dansk-national henseende. Derfor henstilles det til kredsene om fornødent at udelukke elementer, som de mener ikke at kunne stole på.
Der blev på sendemandsmødet oplyst, at skyttegruppens medlemstal var vokset til 2.500 skytter.
I året 1952 kom der for alvor gang i feltskydningerne for sønderjyske skytter, idet der blev afholdt konkurrencer på Arnkilsøre, Halk og i Hjerpsted.
Trods øget aktivitet i skyttegruppen måtte denne konstatere en mindre medlemstilbagegang, idet Hjemmeværnet blev magneten for flere skytter. Heldigvis forblev mange som medlemmer både i Hjemmeværnet og i skyttekredsene.

## Den nyere tid
Fra 1954 og frem til 1960 øgedes aktiviteterne ganske væsentligt, idet S.I.´s skyttegruppe nu førte en egentlig skyttepolitik på en lang række områder. Skyttegruppen ønskede således at markere de sønderjyske skytters engagement på landsplan, hvorfor man fra det sønderjyske altid mødte med et stort antal deltagere. Således kunne man deltage i feltskydning i Vedersø og Borris med f.eks. tre hold à 11 feltskydninger i 1958. Også på uddannelsesområdet blev man stærkt engageret og sendte således kursister til skydeleder- og banekommandørkurser i Vingsted og i Borris. Endvidere blev der afholdt et sønderjysk skyttekursus på Idrætshøjskolen i Sønderborg, idet man kunne bruge de militære skydeanlæg, der lå umiddelbart i nærheden af skolen; der var stor deltagelse i dette kursus, og hermed begyndte den egentlige strukturelle kursusvirksomhed inden for skyttegruppen i S.I.
Kursusvirksomheden udbyggedes i første del af 1960´erne, og hvert år blev der uddannet et antal skydeledere. 
Den 7. august 1966 blev der anlagt en ny skydebane ved Rødekro. 
I slutningen af 1960´erne opstod der stor interesse for skydning for børn og unge. Således blev der i årene 1968-69 gennemført skydning for børn i Sønderborg med et deltagerantal på over 100 drenge og piger.
Skydning for kvinder tog, efter 1960´ernes rødstrømpebevægelse fart, og deltagerantallet var stigende ved stævne- og pokalskydninger.

## 1970-80
Det næste tiår 1970-80 blev præget af mange store og svære diskussioner i skyttegruppen, idet nye problemer dukkede op med udgangspunkt i miljø- og andre specielle interesser, såsom sikkerhed på banerne, opbevaring af våben m.v.
Tidens nye krav krævede mange økonomiske ressourcer;: men her var der heldigvis hjælp at hente hos DDSG&I´s skyttegruppe, idet denne fik en årlig tildeling af tipsmidlerne.
I 1973 vandt pistolskydning indpas for alvor, hvilket måtte kræve anlæggelse af pistolbaner, og det oven i købet i en for skydebaner vanskelig tid. Således var der i 1973 indført pistolskydning i skyttekredsene: Sønderborg, Skrydstrup, HGI, politiet, Haderslev, Gram, Toftlund, Abkær, Tønder og Skærbæk.
I årene, der kom, blev flere skydebaner nedlagt, og det gik især ud over 200 m banerne, hvilket gjorde at langdistanceskydningen stagnerede og var langsomt for nedadgående. Som en følge heraf måtte man nu føre en aggressiv skyttepolitik for bevarelsen af de resterende skydebaner og for anlæggelsen af nye.
I 1978 blev der på Friluftsrådets foranledning udarbejdet en fortegnelse over eksisterende, tidligere og fremtidige skydebaner. Dette blev for skyttegruppen et uvurderligt stykke arbejdspapir.
Kommunerne havde ikke i deres idrætspolitik taget højde for anlæggelse af skydebaner, men trods dette lykkedes det at få anlagt nye skydebaner i Vojens, Haderslev og Sønderborg, for nu at nævne de største.
En skydebane i Aabenraa var efter nedlæggelsen af den gamle skydebane yderst aktuel, manglende forståelse og en liden indsigt gjorde, at et antal steder blev foreslået, men de faldt for miljømæssige konsekvenser. Ingen steder kunne man honorere den tilladte grænse for støjniveauet. I skrivende stund er de stadig uafklarede.
I slutningen af 1970´erne diskuterede man en kommende amtsbane ved S.I.-centret i Nr. Hostrup. Manglende vilje og interesse ved de stedlige skyttekredse gjorde, at planen blev skrinlagt.
Trods vanskelighederne med de miljø- og sikkerhedsmæssige krav lykkedes det også at indføre nye tiltag i aktiviteterne. I 1978 blev Rødekro-pokalskydningen udvidet til at omfatte en 4-amtsskydning, ligesom dameklasserne blev indført som obligatoriske.
Ved udgangen af tiåret kom også handicapskytter under skyttegruppens vinger, handicapskyttestævner blev indført. Disse blev afviklet på det nye S.I.-center.
Udover de traditionelle skydeleder og banekommandørkurser på gevær blev tilsvarende indført for pistolskydning, ligesom der blev oprettet juniorskyttekurser og terrænskyttekurser.
For god ordens skyld skal også nævnes, at S.I. i 1996 afholdt sit 75 års jubilæum med et stort stævne i og omkring Idrætshøjskolen i Sønderborg. Skyttegruppen afviklede en storstilet jubilæumsskydning på skydebanerne i Sønderborg og i Nordborg med flere hundrede skytter.
En gammel skytte, K. M. Sørensen, gav S.I. tre jubilæumspokaler, heraf en til skyttegruppen. Den fik navnet K. M. Sørensens Ungskyttepokal.

## Det teknologiske tiår
1980´erne er det tiår, hvor de store tekniske fremskridt præger skytternes hverdag og ved de store skyttestævner.
Edb-alderen gør sit indtog, således at resultatlisterne udarbejdes i et edb-program, hvilket letter arbejdet væsentligt på stævnesekretariaterne. Senere er programmerne kommet til at omfatte periodiske indbydelser til stævnerne, som medlemsregistre, regnskabsregistre og kontrol med våben og våbentilladelserne.
På flere skydebaner indføres selvmarkerende baner, hvilket giver en stor besparelse i stævnefunktionærer og -medhjælpere. På skydeterrænerne opstilles SAAB-anlæg, der gør det muligt for den enkelte skytte at opfatte egne resultater gennem faldmål og repetermål. Ud fra sine egne observationer vil han således kunne korrigere for sol, vind, afstand og dermed at vælge korrekt retningspunkt til målet.
Trods den øgede teknologi vil intet lykkes fuldt ud, med mindre det enkelte menneske engagerer sig og erkender sit ansvar og fællesskabets solidaritet.
Dette måtte også skyttegruppen erkende, da S.I.-centret fik sin store nedtur og var truet af konkurs. En redningsplan blev drøftet i S.I.´s bestyrelse; og en enig bestyrelse fandt en løsningsmodel, som blev tiltrådt af alle tre grupper. Dermed var solidariteten stadfæstet.
1980´erne var også det tiår, hvor der skete en holdningsændring blandt skytterne. Man var nu kommet så langt fra krigen, at det stærkt nationale præg og den delvise militante holdning kom i baggrunden. Skytterne fokuserede nu mere på teknikken og de optimale hjælpemidler for en skytte for at opnå de bedst mulige resultater.
Som følge af denne holdningsændring gled langdistanceskydningen og terrænskydningerne i baggrunden. Man kan således sige at terrænskydning – den tidligere feltskydning – nu blev skyttegruppens ømme punkt.

## Fra 1990 på vej til årtusindskiftet
Ved indgangen til 1990 er aktivitetsniveauet hævet ganske betydeligt, ligesom medlemskravene er stigende.
Grunden er, at der nu er kommet gang i pistolskydningen, bl.a. har terrænskydningen (8m – 100m) haft et kæmpe boom.
Også skydningerne på gevær har haft fremgang, men især på udendørs 50m og 10m indendørsskydningen. Terrænskydningen med gevær er stagneret på et relativt lavt niveau, men sammenlagt er der tale om en beskeden stigning i alle geværskydninger sammenlagt.
I 1996 udgør skyttegrupperne i alt 111.220 aktivitetsmedlemmer, fordelt over 50 skyttekredse og -foreninger; det er en ny måde at registrere medlemmer på, idet man tæller et medlem for udøvelsen af en aktivitet. Derfor kan et medlem tælles flere gange, nemlig hver gang, det deltager i en aktivitet. Medlemstallet er således ikke direkte sammenligneligt med tidligere omtalte medlemsopgørelser, men at der er tale om en stigning i det egentlige medlemstal er uomtvisteligt en kendsgerning.
Ved indgangen i tiåret blev der indført nye geværer på kort- som langdistance. Kortdistancegeværet har navnet Anschütz, og langdistancegeværet har navnet Sauer, begge af tysk oprindelse. Det velkendte Otterup-gevær er således en saga blot, efter at have tjent skyttesagen stort set i dette århundrede. Ved årsmødet i februar 1996 blev der på landsplan vedtaget, at også aktiviteter med skydning på 15m baner med luftgeværer og – pistoler var tilladt fremover.
Den største forandring fandt sted i 1992, idet DDSG&I samt DDGU blev sammensluttet til én stor landsforening, idet skyttegruppen på landsplan blev selvstændig, men med en meget nær tilknytning til Danske Gymnastik- og Idrætsforeninger, idet der blev tale om en associering.
Ved en ekstraordinær generalforsamling den 24. oktober 1992 vedtog de sønderjyske skyttekredse at oprette Sønderjysk Idrætsforening – Skyttegruppen i sin nuværende form.
Ved årsmødet i november 1992 blev S.I. skyttegruppen sammen med øvrige amtsforeninger inden for skytterne tilsluttet De Danske Skytteforeninger (DDS).
Med den nye struktur blev skyttegruppen på amtsplan selvforvaltende, men ligeledes associeret med amtsforeningen DGI/Sønderjylland.
Skyttegruppen har for at bevare den nære tilknytning til DGI fortsat sin formand siddende i DGI/Sønderjyllands bestyrelse. DGI/Sønderjylland og Sønderjydsk Idrætsforening Skyttegruppen har ligeledes fælles blad, benævnt Sønderjydsk Idræt.

## Navneskifte
Som følge af kommunalreformen fulgte landsforeningen De Danske Skytteforeninger efter med en ny reform der betød, at de gik fra at være 21 amter til kun at være 15.
For SI Skyttegruppen medførte det i 2007 et navneskifte til DDS Sønderjylland
Reformen betød også, at Rødding Skyttekreds skiftede tilhørsforhold og nu hører under DDS Ribe.

## Ekstern henvisning
- SI Skyttegruppens hjemmeside Arkiveret 15. september 2017 hos  Wayback Machine